# 普卡拉山
15°24′56″S 71°39′7″W / 15.41556°S 71.65194°W
普卡拉山（Pucara），是秘魯的山峰，位於該國南部阿雷基帕大區的卡伊尤馬省，處於密斯米雪山東北面和丘瓦尼亞山以東，屬於安第斯山脈中奇拉山脈的一部分，海拔高度約5,000米。